# Fallschirmjägergewehr 42
Das Fallschirmjägergewehr 42 bzw. Fallschirmjäger-Gewehr 42 (FG 42) ist ein Schnellfeuergewehr und wurde für die deutschen Fallschirmjäger im Zweiten Weltkrieg entwickelt.

## Geschichte

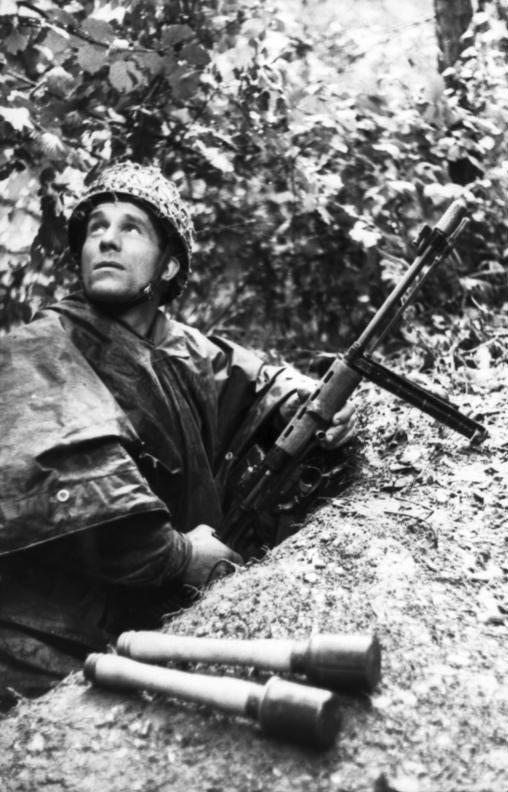
Fallschirmjäger mit FG 42

Als im Mai 1941 deutsche Fallschirmjäger beim Unternehmen Merkur auf Kreta landeten, um die Insel als Operationsbasis im östlichen Mittelmeer zu nutzen, wurde mit Beurteilung des Unternehmens deutlich, dass die Fallschirmjäger unmittelbar Feuerkraft durch Langwaffen am Mann brauchten.
Die geringe Feuerkraft des fünfschüssigen Karabiners 98k, der Ordonnanzwaffe der Infanterie der Wehrmacht, reichte dazu nicht aus. Dieser musste wie das Maschinengewehr aus Sicherheitsgründen beim Fallschirmsprung in separaten Waffenbehältern abgeworfen werden. Die Fallschirmjäger verfügten bis dahin nach dem Sprung nur über Pistolen und Handgranaten. Dass die Fallschirmjäger nach der Landung zuerst ihre Ausrüstung zusammensuchen mussten, erwies sich auf Kreta als fatal.
Die Luftwaffe, zu der die Fallschirmjäger-Division gehörte, forderte daraufhin eine Waffe, die sowohl als Selbstladegewehr und Scharfschützengewehr mit dem Zielfernrohr ZF 42 als auch als leichtes Maschinengewehr mit einer Zweibein-Vorderstütze ausgerüstet sein sollte und ein Bajonett für den Nahkampf tragen könnte. Zudem wurde gefordert, dass ein Schießbecher mit Granatvisier für das Verschießen der 30-mm-Gewehrgranate aufgesetzt werden könnte.
Der erste Einsatz des Gewehres fand im Jahr 1943 statt, als im Rahmen des Unternehmens Eiche eine Fallschirmjägerkompanie den gestürzten italienischen Diktator Mussolini aus seiner Gefangenschaft befreite. Bei dieser Aktion wurde – vermutlich durch Absprachen – kein einziger Schuss abgegeben.
Der Verschluss des FG 42 diente neben der Gurtzuführung des MG 42 als technische Vorlage für die Entwicklung des amerikanischen M60-Maschinengewehrs.

## Technik
Das FG 42 ist ein Gasdrucklader mit Gaskolben (Steuerstück), Drehverschluss und seitlichem Magazin im Ordonnanzkaliber 7,92 × 57 mm. Die Waffe wurde für Einzel- und Dauerfeuer eingerichtet. Bei Einzelfeuer funktioniert das FG 42 aufschießend, um eine größere Treffergenauigkeit zu erzielen. Bei Dauerfeuer ist die Waffe zuschießend, um einer Selbstzündung der Patrone in einem heißen Patronenlager vorzubeugen. Die in der Laufverlängerung angebrachte Schulterstütze verhindert den Hochschlag der Waffe bei Dauerfeuer, was auch eine schnellere Schussabgabe bei Einzelfeuer ermöglicht. Das Visier ermöglicht Entfernungseinstellungen von 100 bis 1500 m.
Da die Fertigung des Fallschirmjägergewehrs 42 kompliziert war und während der laufenden Produktion immer wieder Änderungen hinzukamen, wurden bis zum Ende des Krieges nur etwa 7.500 Stück produziert. Dazu kam, dass das FG 42 von der Führung nicht akzeptiert wurde, da diese gegen Ende des Krieges die Entwicklung des günstig herzustellenden Sturmgewehrs 44 vorantrieb, das die Kurzpatrone 7,92 × 33 mm verschoss.
Das FG 42 gab es in drei Ausführungen. Die Modelle 1 und 2 unterschieden sich kaum. Bei dem Modell 3 wurde das Zweibein verstärkt und weiter zur Mündung verschoben, um das Gewehr standfester zu gestalten, sodass sich das Schießverhalten verbesserte. Zudem wurde der Metallkolben durch einen Holzkolben ersetzt und der Winkel des Pistolengriffes geändert.

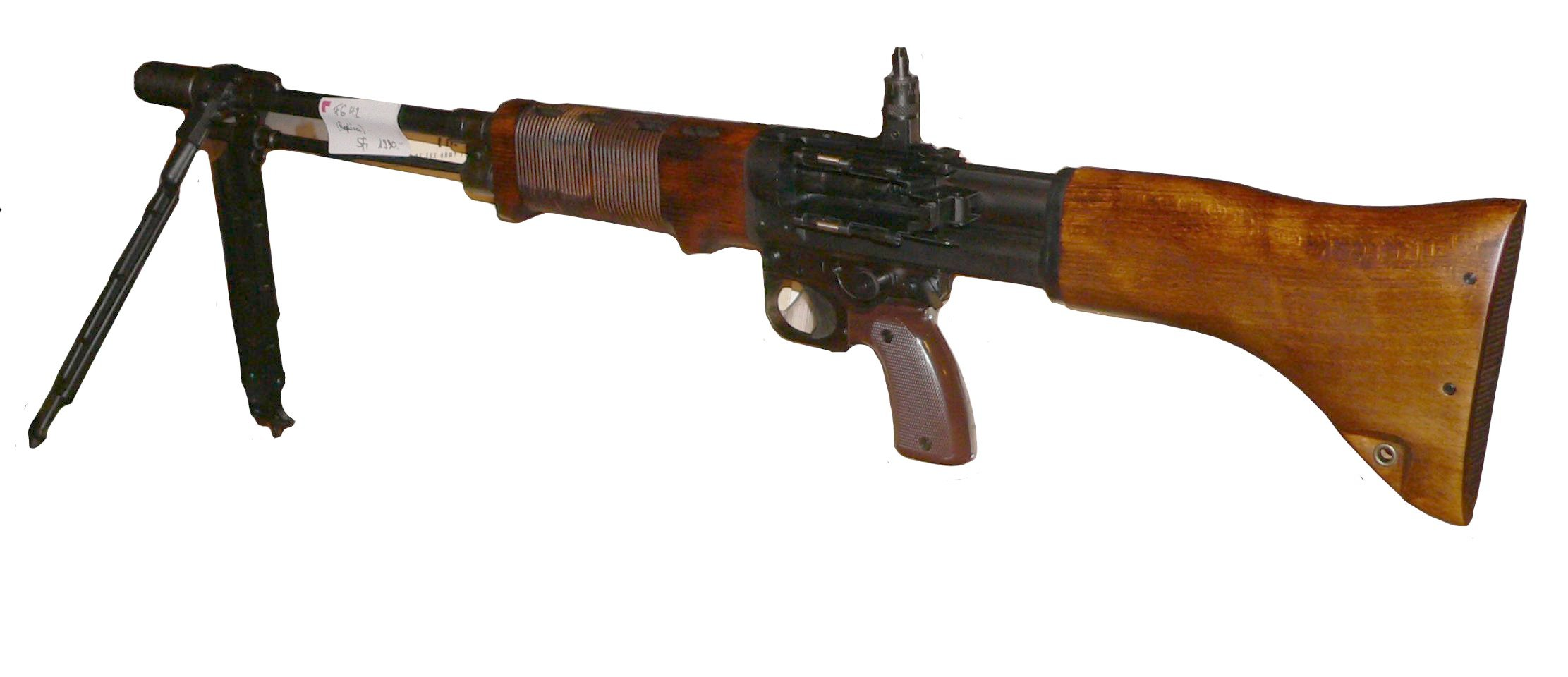
FG 42 mit ausgeklapptem Zweibein
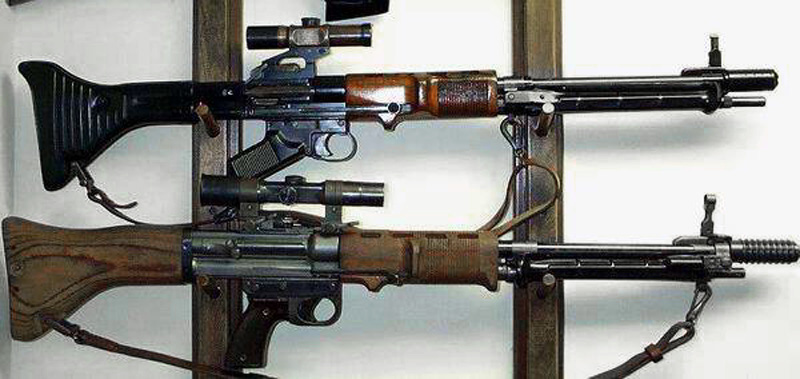
FG 42 mit Zielfernrohr